# Bill Pertwee
William Desmond Anthony (Bill) Pertwee (Amersham, Buckinghamshire, 21 juli 1926 – Truro, Cornwall, 27 mei 2013) was een Engels acteur die vooral komische rollen speelde in radio- en later televisieseries. Hij was de zoon van een Braziliaanse moeder en een Engelse vader, en een neef van de komiek Jon Pertwee. 
Bills carrière in de showbusiness begon in 1954, toen hij de actrice Beryl Reid ontmoette en materiaal schreef voor haar revue. Hij trad er nadien in op, en werd een variété-artiest. Hij ontmoette zo zijn vrouw Marion McLeod. Hij was een vaste medewerker van de komische BBC-radioprogramma's Beyond our Ken en Round the Horne met Kenneth Horne en Kenneth Williams in de jaren 1959-1967.
Pertwee debuteerde op televisie in 1968 in de serie The World of Beachcomber. Bekende rollen van hem zijn die van ARP Warden Hodges in Dad's Army en die van politieman Wilson in You Rang, M'Lord?. Hij speelde ook mee in drie "Carry On"-films: Carry on Loving (1970), Carry on at Your Convenience (1971) en Carry On Girls (1973).
In 1989 schreef hij het boek Dad's Army: The Making of a Television Legend. Hij schreef nog een aantal boeken en een autobiografie A Funny Way to Make a Living.
In 2007 werd hij onderscheiden met een benoeming tot Lid in de Orde van het Britse Rijk vanwege zijn liefdadigheidswerk.

## Filmografie
- Dad's Army Televisieserie - ARP Warden Hodges (29 afl., 1968-1977)
- The World of Beachcomber Televisieserie - Verschillende rollen (Afl. onbekend, 1968-1969)
- Two in Clover Televisieserie - Politieagent (Episode 1.3, 1969|Episode 1.7, 1969|Episode 2.2, 1970|Episode 2.4, 1970|Episode 2.5, 1970)
- Carry on Loving (1970) - Barman
- Psychomania (1971) - Kastelein
- Bless This House Televisieserie - Mr. Crawford (Afl. The Morning After the Night Before, 1971)
- The Magnificent Seven Deadly Sins (1971) - Cockney Man (Segment 'Lust')
- Carry on at Your Convenience (1971) - Chef (Scènes verwijderd)
- Comedy Playhouse Televisieserie - Rol onbekend (Afl. The Birthday, 1973)
- The Gordon Peters Show Televisieserie - Verschillende rollen (1973)
- Love Thy Neighbor (1973) - Postbode
- Carry on Girls (1973) - Chef brandweer
- Frost's Weekly Televisieserie - Verschillende rollen (1973)
- Look, Mike Yarwood! Televisieserie - Rol onbekend (Afl. onbekend, 1973)
- Man About the House (1974) - Postbode
- Confessions of a Pop Performer (1975) - Husband with javelin
- Larry Grayson Televisieserie - Verschillende rollen (Afl. onbekend, 1975-1977)
- What's Up Nurse! (1977) - Flash Harry Harrison
- What's Up Superdoc! (1978) - Woodie
- It Ain't Half Hot Mum Televisieserie - Supervisor afzwaaicentrum (Af., The Last Roll Call, 1981)
- See How They Run (Televisiefilm, 1984) - Sergeant Towers
- Hi-De-Hi! Televisieserie - Boze kampeerder (Afl. It's Murder, 1986)
- Chance in a Million Televisieserie - Sergeant Gough (6 afl., 1984-1986)
- Fred the Steam Fugitive (Televisiefilm, 1990) - Mr. Jenkins
- You Rang, M'Lord? Televisieserie - PC Wilson (26 afl., 1988-1993)